# Ormianie w Bangladeszu
Ormianie w Bangladeszu – ormiańska mniejszość narodowa żyjąca do 2020 roku na terenie Bangladeszu.

## Historia
Według różnych źródeł Ormianie pojawili się na terenie Bangladeszu w XVI lub na początku XVII wieku, co najprawdopodobniej wiązało się z migracją z rządzonej przez Safawidów Persji do Państwa Wielkich Mogołów (w granicach którego znajdowały się tereny współczesnego Bangladeszu). Przybyli tam Ormianie trudnili się handlem między innymi saletrą, solą, jednak najważniejszym sprzedawanym przez nich towarem była juta. Największe skupisko Ormian znajdowało się w Dhace, gdzie ukształtowała się dzielnica Armanitola; w 1781 roku wzniesiono w niej Ormiański Kościół Świętego Zmartwychwstania. Wokół świątyni istnieje cmentarz, na którym znajduje się ok. 400 nagrobków, z czego najstarszy zachowany pochodzi z 1714 roku, natomiast ostatni wzniesiono w 1987 roku. Na początku XIX wieku Armanitolę zamieszkiwało 126 Ormian.
Od końca XVIII wieku związani z przemysłem włókienniczym Ormianie zaczęli stopniowo tracić swoje wpływy na rzecz Brytyjczyków, a do końca XIX wieku zdecydowana większość Ormian opuściła Dhakę. Ostatnim Ormianinem zamieszkującym to miasto, jak i kraj, był Mikel Howsep Martirosjan, który zmarł w 2020 roku w wieku 89 lat.